# Полицейский с Рублёвки. Новогодний беспредел 2
«Полицейский с Рублёвки. Новогодний беспредел 2» — российский комедийный фильм Ильи Куликова. Продолжение киноленты «Полицейский с Рублёвки. Новогодний беспредел». Премьера фильма состоялась 9 декабря 2019 года в московском киноцентре «Октябрь».

## Сюжет
Близится Новый год, и сотрудники отдела полиции Барвихи планируют праздновать его за городом в тёплой компании старых друзей и коллег. Но непредвиденные обстоятельства в лице преступников, ограбивших крупное ювелирное предприятие, ставят праздник под угрозу. Смогут ли рублёвские полицейские вернуть украденные драгоценные камни стоимостью миллионы долларов и спасти свой праздник до того, как часы пробьют полночь?.

## Актёрский состав
| Актёр             | Роль                |
| ----------------- | ------------------- |
| Сергей Бурунов    | Владимир Яковлев    |
| Роман Попов       | Игорь Мухич         |
| Софья Каштанова   | Кристина            |
| Рина Гришина      | Алиса Рыбкина       |
| Светлана Суханова | Наталья Яковлева    |
| Александр Дерепко | Александр Савельев  |
| Сергей Штатнов    | Дмитрий Котельников |
| Ростислав Гулбис  | Олег Елисеев        |
| Ирина Вилкова     | Вера Ершова         |
| Александра Бортич | Вероника Измайлова  |
| Василий Шмаков    | Зайцев              |
| Кирилл Мелехов    | Белкин              |
| Дмитрий Беседа    | Волков              |

## Создание
В июле 2019 года была объявлена дата выхода нового фильма — 12 декабря 2019 года. Съёмки фильма проходили с августа по сентябрь 2019 года в Москве и Московской области.

## Критика
«В фильме нет ни тупого американского юмора, ни вымученных сцен», — заявляет Денис Ступников из InterMedia, отнеся при этом к минусам картины «недостаточную проработку характеров». Кирилл Илюхин из Weburg отметил «хороший юмор, краткость» и прекрасную игру актёров, точно передающих свои роли. Константин Киценюк из Киноафиши заявил, что в картине «все еще есть минусы и вкусовщина», отметив, что «сюжет стал проще, как и большая часть юмора». Владислав Шуравин из Film.ru отметил, что шутки фильма «по-прежнему ниже пояса», а картина «отрицает всякие праздничные сентенции и ценности». Кирилл Горячок из Киномании отметил наличие в фильме метаироничных шуток, заявив, что «в остальном, это все то же чисто коммерческое предприятие, с художественной точки зрения снятое довольно дешево и безалаберно». Денис Виленкин из Вокруг ТВ назвал самым разочаровывающем то, «что из по-настоящему своего и работающего способа остановить злодеев, придумали только бензопилу на радиоуправляемой машинке». Видеоблогер Евгений Баженов крайне негативно отозвался о фильме, отметив «почти полное отсутствие юмора, бессмысленное насилие и спермотоксикоз в крайней форме».